# بيري زاده محمد صاحب أفندي
بيري زاده محمد صاحب أفندي هو عالم وشاعر عثماني، ولد في مدينة إسطنبول في سنة 1085هـ/1674م. درس علوم القرآن الكريم من تجويد وقراءات. اشتغل في التدريس، ثم نصب قاضيًا في عام 1135هـ، ثم أصبح في سنة 1158هـ/1745م شيخًا للإسلام. ترجم مقدمة ابن خلدون من اللغة العربية إلى اللغة التركية.